# Welsh Football League
De Welsh Football League is een voetbalcompetitie in Wales, die beter bekend is als de Nathaniel Car Sales Welsh Football League, vanwege de huidige sponsor. De competitie wordt vertegenwoordigd door clubs uit het zuiden van het land. Van 1904 tot 1992 was het het hoogste niveau en van 1992 tot 2019 het tweede niveau. 
De competitie is een onderdeel van het competitievoetbal in Wales en bestaat uit twee divisies (Division One en Division Two), waarvan iedere divisie 16 clubs telt. Tussen de verschillende divisies vindt promotie en degradatie plaats. De beste drie teams van iedere divisie promoveren een divisie hoger en de laatste drie degraderen. De kampioen van Division One promoveert naar de Cymru North of Cymru South, afhankelijk van de geografische ligging. Voorwaarde hiervoor is wel dat de faciliteiten voldoen aan de eisen voor die competitie. Mocht dit niet het geval zijn dan wordt de nummer twee in aanmerking gesteld voor promotie. 

## Kampioenen
- 1905 - Aberdare Athletic
- 1906 - Rogerstone
- 1907 - Cwmaman
- 1908 - Ton Petre
- 1909 - Aberdare Athletic
- 1910 - Treharris Athletic
- 1911 - Merthyr Town
- 1912 - Aberdare Athletic
- 1913 - Swansea Town Reserves
- 1914 - Llanelli
- 1915 - Ton Petre
- 1920 - Mid Rhondda
- 1921 - Aberdare
- 1922 - Porth
- 1923 - Cardiff City Reserves
- 1924 - Pontypridd
- 1925 - Swansea Town Reserves
- 1926 - Swansea Town Reserves
- 1927 - Barry Town Reserves
- 1928 - Newport County Reserves
- 1929 - Cardiff City Reserves
- 1930 - Llanelli
- 1931 - Merthyr Town Reserves
- 1932 - Lovell's Athletic
- 1933 - Llanelli
- 1934 - Swansea Town Reserves
- 1935 - Swansea Town Reserves
- 1936 - Swansea Town Reserves
- 1937 - Newport County Reserves
- 1938 - Lovell's Athletic
- 1939 - Lovell's Athletic
- 1946 - Lovell's Athletic
- 1947 - Lovell's Athletic
- 1948 - Lovell's Athletic
- 1949 - Merthyr Town Reserves
- 1950 - Merthyr Tydfil Reserves
- 1951 - Swansea Town Reserves
- 1952 - Merthyr Tydfil Reserves
- 1953 - Ebbw Vale & Cwm
- 1954 - Pembroke Borough
- 1955 - Newport County Reserves
- 1956 - Pembroke Borough
- 1957 - Haverfordwest County
- 1958 - Ton Pentre
- 1959 - Abergavenny Thursdays
- 1960 - Abergavenny Thursdays
- 1961 - Ton Pentre
- 1962 - Swansea Town Reserves
- 1963 - Swansea Town Reserves
- 1964 - Swansea Town Reserves
- 1965 - Swansea Town Reserves
- 1966 - Lovell's Athletic
- 1967 - Cardiff City Reserves
- 1968 - Cardiff City Reserves
- 1969 - Bridgend Town
- 1970 - Cardiff City Reserves
- 1971 - Llanelli
- 1972 - Cardiff City Reserves
- 1973 - Bridgend Town
- 1974 - Ton Pentre
- 1975 - Newport County Reserves
- 1976 - Swansea City Reserves
- 1977 - Llanelli
- 1978 - Llanelli
- 1979 - Pontllanfraith
- 1980 - Newport County Reserves
- 1981 - Haverfordwest County
- 1982 - Ton Pentre
- 1983 - Barry Town
- 1984 - Barry Town
- 1985 - Barry Town
- 1986 - Barry Town
- 1987 - Barry Town
- 1988 - Ebbw Vale
- 1989 - Barry Town
- 1990 - Haverfordwest County
- 1991 - Abergavenny Thursdays
- 1992 - Abergavenny Thursdays
- 1993 - Ton Pentre
- 1994 - Barry Town
- 1995 - Briton Ferry Athletic
- 1996 - Carmarthen Town
- 1997 - Haverfordwest County
- 1998 - Ton Pentre
- 1999 - Ton Pentre
- 2000 - Ton Pentre
- 2001 - Ton Pentre
- 2002 - Ton Pentre
- 2003 - Bettws
- 2004 - Llanelli
- 2005 - Ton Pentre
- 2006 - Goytre United
- 2007 - Neath Athletic
- 2008 - Goytre United
- 2009 - Aberaman Athletic
- 2010 - Goytre United
- 2011 - Bryntirion Athletic
- 2012 - Cambrian & Clydach Vale
- 2013 - West End
- 2014 - Monmouth Town
- 2015 - Caerau
- 2016 - Cardiff Metropolitan University
- 2017 - Barry Town United
- 2018 - Llanelli AFC
- 2019 - Pen-y-Bont FC